# Убольдо

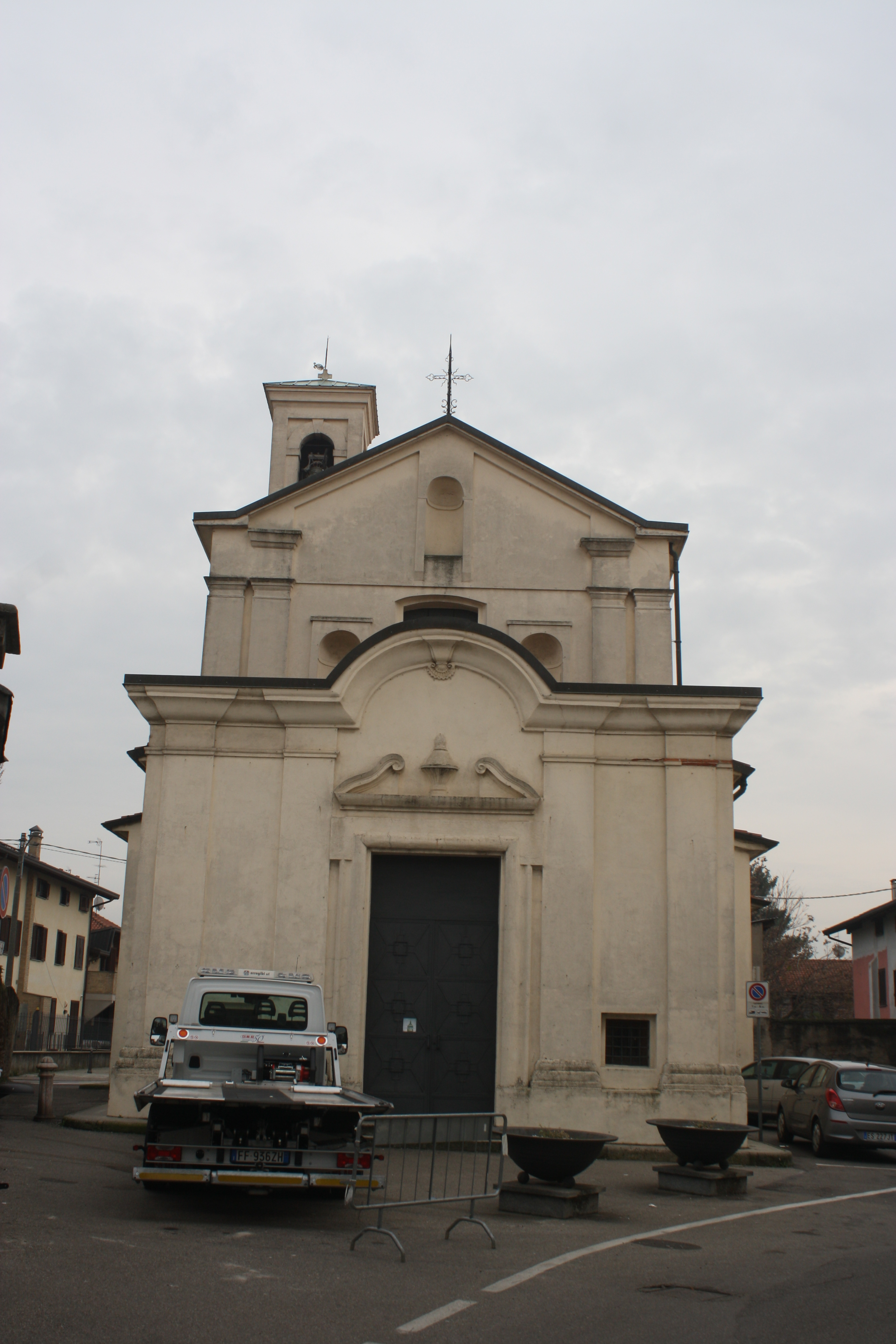
Храм свв.Косьмы и Дамиана.

Убольдо (итал. Uboldo) — коммуна в Италии, находится в провинции Варесе области Ломбардия.
Население составляет 9889 человек (2004), плотность населения составляет 949 чел./км². Занимает площадь 10 км². Почтовый индекс — 21040. Телефонный код — 02.